# Partido judicial de Jarandilla
El partido judicial de Jarandilla fue uno de los trece partidos judiciales tradicionales de la provincia de Cáceres, Extremadura. Fue constituido a principios del siglo XIX con 18 municipios. Tras la última reforma, los municipios que lo formaban se integraron en los partidos judiciales de Plasencia y Navalmoral de la Mata. Su cabecera era la localidad de Jarandilla de la Vera.

## Geografía
Estaba situado en el nordeste de la provincia, lindando con la provincia de Ávila; al sur con el partido de Navalmoral y al oeste con el partido de Plasencia.
Pertenecían al partido los ayuntamientos de Aldeanueva de la Vera, Collado de la Vera, Cuacos de Yuste, Garganta la Olla,
Guijo de Santa Bárbara, Jaraíz de la Vera, Losar de la Vera, Madrigal de la Vera, Pasarón de la Vera, Robledillo de la Vera, Talaveruela de la Vera, Torremenga, Viandar de la Vera, Jerte y Tornavacas.